# Tinguilinta
Pour les articles homonymes, voir Tinguilinta (fleuve).
Tinguilinta est une ville de Guinée dans la région de Boké.

## Mines
La ville de tinguilinta habite une mine de de Bauxite qui est exploiter au compte de Guinea Alumina Corporation (GAC) une filiale guinéenne d’Emirates Global Aluminium (EGA).